# John Hargreaves
John William Hargreaves (28 de novembre de 1945 - 8 de gener de 1996) va ser un actor australià. Va guanyar tres Australian Film Institute Awards i en va ser nominat sis vegades.

## Biografia
Va ser educat al Marist College Kogarah. Va ensenyar a Mendooran, Nova Gal·les del Sud, però es va traslladar a Sydney als anys 60. Es va graduar a l'Institut Nacional d'Art Dramàtic el 1970. Hargreaves va ser principalment un actor de cinema, però també és ben recordat pel públic australià pel paper principal al drama televisiu Young Ramsay als anys 70 i va treballar en una sèrie de produccions escèniques. Hargreaves va tenir papers a The Removalists, Don's Party, The Odd Angry Shot i Malcolm. També va ser l'interès amorós de Nicole Kidman a Emerald City.
El 1978 va rebre el Premi al millor actor a l'XI Festival Internacional de Cinema Fantàstic i de Terror pel seu paper a Long Weekend.
El 1994 es va convertir en el primer actor a rebre el Premi Byron Kennedy.
Va morir de sida el 1996. Al funeral d'Hargreaves, els seus companys actors Sam Neill i Bryan Brown van estar entre els seus portadors.

## Filmografia
| Any       | Títol                             | Paper                                                                                          | Notes                                                                                               |
| --------- | --------------------------------- | ---------------------------------------------------------------------------------------------- | --------------------------------------------------------------------------------------------------- |
| 1966      | They're a Weird Mob               | Jove llegint un paper a una estació de ferrocarril de Sydney i somrient amb sorna a la càmera. | Pel·lícula. Aparició no acreditada.                                                                 |
| 1969      | Pastures of the Blue Crane        |                                                                                                | sèrie de televisió                                                                                  |
| 1972      | Over There                        | Robert Kirby                                                                                   | sèrie de televisió                                                                                  |
| 1972      | Behind the Legend                 |                                                                                                | sèrie de televisió                                                                                  |
| 1972–1974 | Matlock Police                    | Doug Thompson/Peter Smith/Roy Jones                                                            | 3 episodis; "Everybody Else Has Everything", "The Last Laugh", "A Weekends Entertainment"           |
| 1973      | Division 4                        | Jackson/John                                                                                   | 2 episodis; "Wasteground", "A Wild Wild Rose"                                                       |
| 1973      | Spyforce                          | Captain/Navigator                                                                              | 2 episodis; "The Trail", "The Journey"                                                              |
| 1974      | And the Big Men Fly               |                                                                                                | sèrie de televisió                                                                                  |
| 1974      | Essington                         |                                                                                                | Telefilm                                                                                            |
| 1974–1976 | Homicide                          | Billy Day/David Taylor/Kevin Watson/Steve Brennan                                              | 4 episodes; "Cowboy Billy Day", "You Hear about the Slasher", "The Egotist", "On The Run"           |
| 1975      | Last Rites                        |                                                                                                | Telefilm                                                                                            |
| 1975      | Silent Number                     | Terry Lucas                                                                                    | 1 episodi; "His Own Private War"                                                                    |
| 1975      | Sunday Too Far Away               | No acreditat                                                                                   | |
| 1975      | The Removalists                   | Constable Neville Ross                                                                         | |
| 1976      | Power Without Glory               | Bill Evans                                                                                     | Minisèrie                                                                                           |
| 1976      | Mad Dog Morgan                    | Baylis                                                                                         | |
| 1976      | Bluey                             | Eric Yates                                                                                     | 1 episodi; "One Man Band"                                                                           |
| 1976      | Don's Party                       | Don Henderson                                                                                  | |
| 1976      | Death Cheaters                    | Steve Hall                                                                                     | |
| 1977–1980 | Young Ramsay                      | Peter Ramsay                                                                                   | Series regular                                                                                      |
| 1978      | A Good Thing Going                | Phil Harris                                                                                    | Premi Logie al millor actor en minisèrie/telefilm                                                   |
| 1978      | Long Weekend                      | Peter                                                                                          | Premi al Festival de Sitges al millor actor                                                         |
| 1978      | Little Boy Lost                   | Jacko Walls                                                                                    | |
| 1979      | The Odd Angry Shot                | Bung                                                                                           | |
| 1979      | Banana Bender                     | Tom Hardy                                                                                      | Telefilm                                                                                            |
| 1981      | The Killing of Angel Street       | Elliott                                                                                        | |
| 1981      | Hoodwink                          | Martin Stang                                                                                   | Nominat – Australian Film Institute Award al millor actor en paper protagonista                     |
| 1982      | Beyond Reasonable Doubt           | Arthur Allan Thomas                                                                            | |
| 1982      | Last Breakfast in Paradise        |                                                                                                | |
| 1983      | Scales of Justice                 | Const. Borland                                                                                 | Minisèrie                                                                                           |
| 1983      | The Dismissal                     | Dr. Jim Cairns                                                                                 | Minisèrie                                                                                           |
| 1983      | Carson's Law                      |                                                                                                | sèrie de televisió                                                                                  |
| 1983      | Careful, He Might Hear You        | Logan                                                                                          | Australian Film Institute Award al millor actor secundari                                           |
| 1984      | The Great Gold Swindle            | Ray Mickelberg                                                                                 | |
| 1984      | My First Wife                     | John                                                                                           | Australian Film Institute Award al millor actor en paper protagonista                               |
| 1986      | Double Sculls                     | Sam Larkin                                                                                     | |
| 1986      | Comrades                          | Convict                                                                                        | |
| 1986      | Els pirates de l'aire             | Lt. Harris                                                                                     | |
| 1986      | Malcolm                           | Frank Baker                                                                                    | Australian Film Institute Award al millor actor secundari                                           |
| 1987      | The Place at the Coast            | Neil McAdam                                                                                    | |
| 1987      | Cry Freedom                       | Bruce                                                                                          | Basada en el diplomàtic australià Bruce Haigh                                                       |
| 1988      | Boundaries of the Heart           | Andy Ford                                                                                      | |
| 1988      | The Heroes                        | Ted Carse                                                                                      | |
| 1988      | Opération Mozart                  | Harrington                                                                                     | Curtmetratge televsiu                                                                               |
| 1988      | The Alien Years                   | William                                                                                        | Minisèrie                                                                                           |
| 1988      | Emerald City                      | Colin Rogers                                                                                   | Nominat – Australian Film Institute Award al millor actor en paper protagonista                     |
| 1990      | Sweet Revenge                     | Jim Harris                                                                                     | |
| 1991      | Marie Curie, une femme honourable | Rutherford                                                                                     | Minisèrie                                                                                           |
| 1992      | The Leaving of Liverpool          | Harry                                                                                          | Minisèrie                                                                                           |
| 1992      | Rome Roméo                        | David Waldberg                                                                                 | |
| 1993      | G.P.                              | Dr. Oliver Loyd                                                                                | 1 episodi; "Infected"                                                                               |
| 1993      | Blackfellas                       | Detective Maxwell                                                                              | |
| 1994      | No Worries                        | Clive Ryan                                                                                     | |
| 1994      | Country Life                      | Jack Dickens                                                                                   | Byron Kennedy Award Nominat – Australian Film Institute Award al millor actor en paper protagonista |
| 1995      | Hotel Sorrento                    | Dick Bennett                                                                                   | |
| 1995      | Blue Murder                       | Chester Porter QC                                                                              | |
| 1996      | Lust and Revenge                  | Gallery Sleaze                                                                                 | |